# TBS火曜9時枠の連続ドラマ
TBS火曜9時枠の連続ドラマ（ティービーエスかようくじわくのれんぞくドラマ）は、TBS系列で1973年10月から1987年9月、および1992年10月から1995年9月までの2期にわたって、毎週火曜21:00 - 21:54（1982年9月までは21:55終了）に放送されていたテレビドラマの枠である。

## 歴史
1970年代から1980年代前半にかけて、TBSのゴールデンタイムは“ドラマのTBS”と呼ばれるほど一週間に10本 - 12本のテレビドラマ枠（54分）を擁した番組編成であり、特に1975年10月から1976年前半のプライムタイムには海外ドラマや時代劇も含め16本（プライムタイムの4分の3を占める）もあり、また「ケンちゃんシリーズ」や「ウルトラシリーズ」、「ブラザー劇場」のような30分枠のドラマも数本存在した。火曜9時台のドラマ枠はホームドラマをこの放送枠の主軸とし、1980年代後半は10代 - 20代をターゲットにした作品を中心とし、『毎度おさわがせします』や『夏・体験物語』に出演した中山美穂はこれらの作品の大ヒットで人気アイドル女優としての地位を確立した。
本枠は1987年秋の改編で、直前枠の火曜20:00枠ともども、ドラマ枠が月曜21:00枠の移動したことにより一旦休止しているが、1992年10月 - 1995年9月の3年間に火曜20:00枠のドラマ枠が移動してきた形で一時復活している。
本枠での放送作品は第1期、第2期ともにテレパックや木下プロダクションなどの外注作品が主体であった。

## 主な作品リスト
※制作プロダクション社名は当時

### 1973年10月 - 1987年9月
1970年代は主にテレパック制作、1980年代は主に木下プロダクションによる作品がこの枠で多く放送された。
- あんたがたどこさ（第1シリーズ）（テレパック制作）
- おんな家族（テレパック制作）
- 家族あわせ（テレパック制作）
- あんたがたどこさ（第2シリーズ）（テレパック制作）
- フライパンの唄（テレパック制作）
- いごこち満点（テレパック制作）
- 三男三女婿一匹（テレパック制作）
- かあさん堂々（テレパック制作）
- 晴れのち晴れ（テレパック制作）
- 八甲田山（東京映画制作）
- 三男三女婿一匹（第2シリーズ）（テレパック制作）
- 混声の森（テレパック制作）
- 人はそれをスキャンダルという（大映テレビ制作）
- やる気満々（テレパック制作）
- 三男三女婿一匹III（テレパック制作）
- あゝ野麦峠（東京映画制作）
- 夜明けのタンゴ（テレパック制作）
- 一人来い二人来いみんな来い（テレパック制作）
- 愛の滑走路'81（東京映画制作）
- 野々村病院物語（テレパック制作）
- はまなすの花が咲いたら（テレパック制作）
- ある日突然恋だった（テレパック制作）
- おにいちゃん（テレパック制作）：継続中に21:54終了に変更。
- 野々村病院物語II（テレパック制作）
- 外科医 城戸修平（木下プロダクション制作）
- 看護婦日記 パートI（テレパック制作）
- 年ごろ家族（木下プロダクション制作）
- シンデレラの財布（テレパック制作）
- 鬼龍院花子の生涯（東阪企画制作）
- 離婚テキレイ期（テレパック制作）
- 毎度おさわがせします（第1シリーズ）（木下プロダクション制作）
- ガンコおやじに敬礼（オフィス・ヘンミ制作）
- サーティーン・ボーイ（ヴァンフィル制作）
- 夏・体験物語(パート1)（木下プロダクション制作）
- OH!わが友よ（国際放映制作）
- 毎度おさわがせします（第2シリーズ）（木下プロダクション制作）
- お坊っチャマにはわかるまい!（TBS制作）
- 夏・体験物語(パート2)（木下プロダクション制作）
- 西田敏行の泣いてたまるか（東阪企画、国際放映制作）
- 毎度おさわがせします（第3シリーズ）（木下プロダクション制作）
- すてきな三角関係 壁際族に花束を（木下プロダクション制作）
- 恋に恋して恋きぶん（木下プロダクション制作）

### 1992年10月 - 1995年9月
｢私の運命｣以外は外部制作となっている。
- デパート!秋物語（大映テレビ制作）
- いつか好きだと言って（ホリプロ制作）
- さくらももこランド・谷口六三商店（KANOX制作）
- 新幹線物語'93夏（近藤照男プロダクション制作）
- 憎しみに微笑んで（木下プロダクション制作）
- ひとの不幸は蜜の味（テレパック制作）
- スチュワーデスの恋人（大映テレビ制作）
- 毎度ゴメンなさぁい（AVEC制作）
- 私の運命（TBS自社制作、2クール放送）
- 毎度おジャマしまぁす（AVEC制作）
- 夏!デパート物語（大映テレビ制作）

## 放映ネット局
※系列は放送当時のもの。
| 放送対象地域           | 放送局             | 系列                          | 備考 |
| ---------------------- | ------------------ | ----------------------------- | --- |
| 関東広域圏             | 東京放送           | TBS系列                       | 制作局 現在：TBSテレビ                                                                                               |
| 北海道                 | 北海道放送         | TBS系列                       | |
| 青森県                 | 青森テレビ         | TBS系列                       | 1975年3月まではNETテレビ系列とのクロスネット局                                                                       |
| 岩手県                 | 岩手放送           | TBS系列                       | 現在：IBC岩手放送 |
| 宮城県                 | 東北放送           | TBS系列                       | |
| 秋田県                 | 秋田テレビ         | フジテレビ系列                | 1981年3月から1987年3月まではテレビ朝日系列とのクロスネット局                                                         |
| 山形県                 | 山形テレビ         | フジテレビ系列                | 第1期のみ |
| 山形県                 | テレビユー山形     | TBS系列                       | 第2期のみ |
| 福島県                 | 福島テレビ         | フジテレビ系列                | 1983年11月まで 1983年3月まではTBS系列とのクロスネット局                                                              |
| 福島県                 | テレビユー福島     | TBS系列                       | 1983年12月開局から                                                                                                   |
| 新潟県                 | 新潟放送           | TBS系列                       | |
| 長野県                 | 信越放送           | TBS系列                       | |
| 山梨県                 | テレビ山梨         | TBS系列                       | |
| 富山県                 | 富山テレビ         | フジテレビ系列                | 第1期のみ 1987年2月時点では火曜22:00 - 22:54にて放送されていた。                                                     |
| 富山県                 | チューリップテレビ | TBS系列                       | 第2期のみ |
| 石川県                 | 北陸放送           | TBS系列                       | 第1期は『夏・体験物語』（パート2）までは同時ネット 1986年10月から1987年9月までは『西田敏行の泣いてたまるか』のみ放送 |
| 福井県                 | 福井放送           | 日本テレビ系列 テレビ朝日系列 | 作品によって放送局が異なっていた。                                                                                   |
| 福井県                 | 福井テレビ         | フジテレビ系列                | 作品によって放送局が異なっていた。                                                                                   |
| 静岡県                 | 静岡放送           | TBS系列                       | |
| 中京広域圏             | 中部日本放送       | TBS系列                       | 現在：CBCテレビ |
| 近畿広域圏             | 朝日放送           | TBS系列                       | 現在：朝日放送テレビ、1975年3月まで                                                                                  |
| 近畿広域圏             | 毎日放送           | TBS系列                       | 1975年4月から、腸捻転解消に伴う移行                                                                                  |
| 鳥取県・島根県         | 山陰放送           | TBS系列                       | |
| 岡山県 →岡山県・香川県 | 山陽放送           | TBS系列                       | 現在：RSK山陽放送 1983年3月までの放送エリアは岡山県のみ 1983年4月より相互乗り入れに伴い香川県でも放送                |
| 広島県                 | 中国放送           | TBS系列                       | |
| 山口県                 | テレビ山口         | TBS系列                       | 第1期は1981年10月から1985年3月まで放送 1987年9月まではフジテレビ系列とのクロスネット局                               |
| 徳島県                 | 四国放送           | 日本テレビ系列                | |
| 愛媛県                 | テレビ愛媛         | フジテレビ系列                | 第1期のみ |
| 愛媛県                 | 伊予テレビ         | TBS系列                       | 現在：あいテレビ、第2期のみ                                                                                          |
| 高知県                 | テレビ高知         | TBS系列                       | |
| 福岡県                 | RKB毎日放送        | TBS系列                       | |
| 長崎県                 | 長崎放送           | TBS系列                       | |
| 熊本県                 | 熊本放送           | TBS系列                       | |
| 大分県                 | 大分放送           | TBS系列                       | |
| 宮崎県                 | 宮崎放送           | TBS系列                       | |
| 鹿児島県               | 南日本放送         | TBS系列                       | |
| 沖縄県                 | 琉球放送           | TBS系列                       | |

### 備考
- 当時フジテレビ系列とのクロスネット局だった2局は以下の対応が取られていた。
  - 福島テレビは1983年4月1日にTBS系メインのクロスネット局からフジテレビ系フルネット局にネットチェンジ（JNN脱退・FNN加盟）したが、視聴者保護のため『看護婦日記 パートI』の途中まで同時ネットで放送した。フジテレビ系フルネットとなった1983年10月 - 11月は日曜10:30からの放送に変更したが[2]、1983年12月のテレビユー福島開局で同時ネットが復活している。
  - テレビ山口は、『毎度おさわがせします』(第1シリーズ)まで同時ネットで放送されていたが、1985年4月にフジテレビ系同時ネット枠に切り替えられたために、第1期は1985年3月を以って打ち切りとなった。第2期はJNNフルネット局となったために同時ネットで放送した。
  - 福島テレビ・テレビ山口の2局共、第1期打ち切り後はフジテレビ『なるほど!ザ・ワールド』に切り替えた。
- 北陸放送は、第1期は『夏・体験物語』（パート2）までは同時ネットで放送されていたが、1986年10月から1987年9月まで『太陽にほえろ!』→『ジャングル』（いずれも日本テレビ）を放送していたため、『西田敏行の泣いてたまるか』のみ遅れネットで放送した。